# Hornaday River
Hornaday River är ett vattendrag i Kanada.   Det ligger i territoriet Northwest Territories, i den norra delen av landet, 3 800 km nordväst om huvudstaden Ottawa.
Omgivningarna runt Hornaday River är i huvudsak ett öppet busklandskap. Trakten runt Hornaday River är nära nog obefolkad, med mindre än två invånare per kvadratkilometer.